# Fate's Funny Frolic
Fate's Funny Frolic er en amerikansk stumfilm fra 1911 af R.E. Baker.

## Medvirkende
- Francis X. Bushman - Richard Malcolm
- Dorothy Phillips - Alice Trevor
- Frank Dayton